# SKALA
SKALA était l'ordinateur de supervision du réacteur nucléaire RBMK de la centrale nucléaire de Tchernobyl avant octobre 1995 . Datant des années 1960, il utilisait une mémoire à tores magnétique, un stockage de données sur bande magnétique (et sur rubans perforées pour le chargement du logiciel au démarrage).
SKALA surveillait et enregistrait les conditions de fonctionnement du réacteur et les paramètres des pupitres de commande. Il était conçu pour gérer 7200 signaux analogiques et 6500 signaux numériques . Le système surveille en permanence le fonctionnement du réacteur et affiche des informations aux opérateurs. De plus, un programme appelé PRIZMA analyse les conditions de fonctionnement du réacteur et délivre des recommandations visant à guider les opérateurs. Ce programme met 5 à 10 minutes à s'actualiser et n’était donc pas en mesure de contrôler directement le réacteur.